# Kaposgyarmat
Kaposgyarmat is een plaats (község) en gemeente in het Hongaarse comitaat Somogy. Kaposgyarmat telt 127 inwoners (2001).